# Three Country Hearts
『Three Country Hearts』は、関口良信、寺本圭一、斉藤任弘の共同名義アルバム。
当時、関口は原田実とワゴン・エース、寺本と斉藤は寺本圭一とカントリー・ジェントルメンのメンバーであり、関口の歌唱曲ではワゴン・エースのメンバー、寺本と斉藤の歌唱曲ではカントリー・ジェントルメンのメンバーがバックを務めた。ピアノの新井とベースの植田はスイング・ウエストからのサポート・メンバー。

## 収録曲
Side 1
1. 冷たい心 - Cold Cold Heart
2. 古いラブレター - Those Old Love Letters
3. 君を夢みて - I'm Day Dreaming Tonight
4. ポーニーのバラ - Rose of Ol' Pawnee
5. 暗い気持 - Feeling Low
6. 街の灯 - City Lights
7. 泣かずにいられない - I Couldn't Keep from Crying

Side 2
1. 僕の太陽は何処へ - Where Did the Sunshine Go
2. 運命の径を行く - I Walk the Line
3. ミスター・ディアドロップ - Mr. Teardrops
4. 悲しみへの招き - Invitation to the Blues
5. 丘の上の家 - Mansion on the Hill
6. 心に部屋を - Make Room in Your Heart
7. ローレライ - Lourelei

## パーソネル
- 関口良信（歌、ギター）
- 藤本精一（フィドル）
- 原田実（スティール・ギター）
- 瀬谷福太郎（エレクトリック・ギター）
- 寺本圭一（歌、ギター）
- 斉藤任弘（歌、ギター）
- 鈴木恒雄（フィドル）
- 山田幸保（スティール・ギター）
- 金成貞則（エレクトリック・ギター）
- 新井利昌（ピアノ）
- 植田嘉靖（ベース）